# Carex subtransversa
Carex subtransversa är en halvgräsart som beskrevs av Charles Baron Clarke. Carex subtransversa ingår i släktet starrar, och familjen halvgräs. Inga underarter finns listade i Catalogue of Life.